# Чемпионат мира по футболу 1962
Чемпионат мира по футболу 1962 года — седьмой розыгрыш турнира, проходивший в Чили с 30 мая по 17 июня 1962 года. В финале сборная Бразилии победила сборную Чехословакии со счётом 3:1, защитив, таким образом, свой чемпионский титул.

## Выбор места проведения
После того, как Европа принимала два чемпионата мира подряд, американские федерации заявили, что чемпионат 1962 года должен быть проведен в Южной Америке, иначе они объявят полный бойкот турниру, как в 1938 году. Аргентина после ранее неудавшейся кандидатуры являлась фаворитом. Чилийский функционер Эрнесто Альвеар принял участие в конгрессе ФИФА, проходившем в Хельсинки во время летних Олимпийских играх 1952 года. Он считал, что Чили могла бы организовать чемпионат мира. Некоторые источники также говорят, что ФИФА не хотела, чтобы Аргентина участвовала в голосовании в одиночку, и запросила участие Чили как почти символическое. Чили зарегистрировала свою кандидатуру в 1954 году вместе с Аргентиной и ФРГ, последняя снимается по требованию ФИФА.
Комитет федерации футбола Чили, возглавляемый Карлосом Диттборном и Хуаном Пинто Дураном, совершил поездку по многим странам, убеждая различные футбольные ассоциации в способности страны организовать турнир по сравнению с превосходной спортивной инфраструктурой и престижем Аргентины. Конгресс ФИФА собрался в Лиссабоне 10 июня 1956 года. В тот день Рауль Коломбо, представлявший кандидатуру Аргентины, закончил своё выступление фразой «Мы можем начать чемпионат мира хоть завтра. У нас есть всё». На следующий день Диттборн предоставил четыре аргумента в пользу кандидатуры Чили: продолжающееся участие Чили в конференциях и турнирах, организованных ФИФА, спортивный климат, терпимость к расам и убеждениям, а также политическая и институциональная стабильность страны. Кроме того, Диттборн сослался на статью 2 устава ФИФА, касающуюся роли турнира в продвижении спорта в странах, считающихся «слаборазвитыми». Чили получила 31 голос против 12 голосов Аргентины. Тринадцать членов воздержались при голосовании.

## Отборочный турнир
В борьбе за 14 мест в финальном турнире чемпионата мира приняли участие 49 команд. Это был единственный отборочный турнир, в котором команды из Азии, Африки и Северной Америки не имели ни одного гарантированного места: победители этих зон должны были играть стыковые матчи с командами из Европы и Южной Америки. В результате второй раз подряд в финальной стадии не участвовали команды из Азии и Африки.
Почти все фавориты прошли отбор без проблем, произошла лишь одна сенсация: сборная Франции дважды проиграла болгарам, таким образом уступив им место в финальном турнире. Болгария и Колумбия впервые принимали участие в финальной стадии.

## Участники финального турнира
| КОНКАКАФ (1) - Мексика КОНМЕБОЛ (5) - Аргентина - Бразилия - Чили (хозяева) - Колумбия - Уругвай | УЕФА (10) - Болгария - Чехословакия - Англия - Венгрия - Италия - СССР - Испания - Швейцария - ФРГ - Югославия |

## Города и стадионы
Первоначально для проведения матчей было выбрано восемь городов: Сантьяго, Винья-дель-Мар, Ранкагуа, Арика, Талька, Консепсьон, Талькауано и Вальдивия.
Однако самое мощное землетрясение за всю историю наблюдений, произошедшее 22 мая 1960 года и унёсшее жизни 50 000 человек, сильно скорректировало календарь чемпионата мира. Талька, Консепсьон, Талькауано и Вальдивия оказались сильно повреждены и были сняты с турнира. Антофагаста и Вальпараисо отказались проводить матчи. Винья-дель-Мар и Арика сумели восстановить свои стадионы и подготовиться к турниру. Таким образом этот чемпионат мира стал одним из наименьших по количеству задействованных объектов. Государственная поддержка была минимальной из-за того, что все силы были брошены на ликвидацию последствий землетрясения.
Четыре города принимали турнир:
| Сантьяго Винья-дель-Мар Ранкагуа Арика | Сантьяго                        | Винья-дель-Мар                  |
| -------------------------------------- | ------------------------------- | ------------------------------- |
| Сантьяго Винья-дель-Мар Ранкагуа Арика | Национальный стадион            | Саусалито                       |
| Сантьяго Винья-дель-Мар Ранкагуа Арика | 33°27′52″ ю. ш. 70°36′38″ з. д. | 33°00′51″ ю. ш. 71°32′06″ з. д. |
| Сантьяго Винья-дель-Мар Ранкагуа Арика | Вместимость: 66 660             | Вместимость: 18 037             |
| Сантьяго Винья-дель-Мар Ранкагуа Арика |                                 |                                 |
| Сантьяго Винья-дель-Мар Ранкагуа Арика | Ранкагуа                        | Арика                           |
| Сантьяго Винья-дель-Мар Ранкагуа Арика | Браден Коппер                   | Карлос Диттборн                 |
| Сантьяго Винья-дель-Мар Ранкагуа Арика | 34°10′39″ ю. ш. 70°44′15″ з. д. | 18°29′15″ ю. ш. 70°17′56″ з. д. |
| Сантьяго Винья-дель-Мар Ранкагуа Арика | Вместимость: 18 000             | Вместимость: 17 786             |
| Сантьяго Винья-дель-Мар Ранкагуа Арика |                                 |                                 |

## Судьи
| Европа - Эрих Штайнер - Артур Блавьер - Кен Астон - Хуан Гардеасабаль Гарай - Пьер Швинт - Альберт Душ - Андор Дороги - Чезаре Джонни - Лео Хорн | - Роберт Холли Дэвидсон - Готтфрид Динст - Кароль Галба - Николай Латышев - Бранко Тесанич Южная Америка - Жуан Этцель Фильо - Серхио Бустаманте - Карлос Роблес - Артуро Ямасаки |

## Ход турнира

### Место проведения и организация
На конгрессе ФИФА в июне 1956 года три страны подали заявки на организацию чемпионата мира 1962 года: Аргентина, Чили и ФРГ. Заявка немцев была отвергнута сразу — тогда в Европе было бы три чемпионата подряд. Шансы Аргентины выглядели предпочтительней, тем не менее турнир было решено провести в Чили, в чём немалую роль сыграли желание и настойчивость президента футбольной федерации Чили Карлоса Диттборна.
Формат турнира в целом остался таким же, как в 1958 году: 16 команд были разбиты на 4 группы, по две лучших команды из каждой группы выходили в плей-офф. Однако были отменены дополнительные матчи за выход из группы, назначавшиеся в случае равенства очков у команд, занявших второе-третье места. Жеребьёвка прошла 18 января 1962 года в Сантьяго-де-Чили, сеяными командами были сборные Бразилии, Италии, Англии и Уругвая.
В мае 1960 года, когда шла подготовка к турниру, в Чили произошло сильнейшее в истории наблюдений землетрясение (9,5 баллов), нанёсшее огромный ущерб национальной инфраструктуре. В связи с этим аргентинцы вновь попытались убедить ФИФА передать организацию чемпионата им. Карлос Диттборн сказал тогда знаменитую фразу: «Оставьте нам чемпионат мира, кроме него у нас нет ничего!», ставшую неофициальным девизом турнира. Стадионы и другая инфраструктура были восстановлены в срок. Сам Диттборн не увидел плода своих усилий — он умер за месяц до начала турнира, в возрасте 38 лет. В его честь был назван стадион в Арике, принявший матч открытия чемпионата мира.
Это был последний чемпионат, с которого не было прямой телевизионной трансляции на Европу — ещё не было телекоммуникационного спутника. Трансляции велись по радио. В самом Чили (впервые в истории страны) трансляция шла в прямом эфире телевидения, её вёл знаменитый журналист Патрисио Баньядос.
В нескольких городах Бразилии для коллективного прослушивания радиорепортажей рядом с динамиком устанавливалось большое электрифицированное табло со схематически изображённым футбольным полем, по которому благодаря включению и выключению электроламп можно было отследить движение футбольного мяча по полю во время матча.

### Открытия и разочарования
Чемпионат оказался неудачным для двух знаменитых игроков — Пеле и Яшина. У Пеле, героя предыдущего розыгрыша, во втором матче группы, с Чехословакией, обострилась старая травма, и он выбыл из строя до конца турнира (успев, тем не менее, забить гол в матче с Мексикой). Лев Яшин, один из лучших вратарей мира, был в плохой форме из-за сотрясения мозга, полученного в матче с Колумбией, что стоило сборной СССР поражения в четвертьфинале против Чили. Разочаровали сборные Италии и Испании, не прошедшие групповой этап. Итальянцы запомнились лишь своей грубой игрой от обороны, а испанские звёзды так и не сумели сложиться в команду, к тому же в матчах Италия — Чили и Испания — Бразилия судьи были явно на стороне южноамериканских команд. Открытиями турнира стали сборная Чили, сумевшая занять третье место; вратарь сборной Чехословакии Вильям Шройф, во многом благодаря которому его команда дошла до финала; бразильцы Гарринча и Амарилдо, достойно заменившие выбывшего лидера сборной Пеле (замена Пеле на Амарилдо оказалась единственной в составе бразильцев за весь турнир; не будь у Пеле травмы, бразильская сборная установила бы абсолютный рекорд по неизменности состава).

### Групповой турнир
Чемпионат 1962 года отличался очень грубой игрой, возможно, самой грубой за всю историю турнира. Советский футболист Эдуард Дубинский в первом же матче с югославами получил тяжёлый перелом, от которого впоследствии развилась саркома, ставшая причиной его ранней (в 34 года) смерти. В игре Чехословакия — Испания три испанца получили переломы. Скандальным был матч Чили — Италия. На протяжении всей игры происходили споры, стычки, драки. Футболисты применяли тактику мелкого фола, постоянно провоцируя друг друга. Однако английский судья Кенни Астон потерял контроль над игрой — он удалял только итальянских игроков. В то же время чилиец Леонель Санчес ударом кулака сломал итальянскому игроку нос и остался безнаказанным. Оставшись вдевятером, итальянцы пропустили два мяча, и благодаря этой победе чилийцы сумели выйти из группы. Эта игра вошла в историю под названием «Битва при Сантьяго».
С другой стороны, один из эпизодов турнира стал знаменитым примером Fair Play. В матче СССР — Уругвай после удара Численко мяч влетел в ворота уругвайцев с внешней стороны через дырку в сетке. Арбитр, не заметив этого, собирался засчитать гол. Капитан сборной СССР Игорь Нетто подтвердил судье, что гола не было — при том, что эта игра имела решающее значение для определения ситуации в группе. СССР добился победы в этом матче.
Достаточно легко прошли групповой турнир сборные Югославии, Венгрии, ФРГ. Будущие чемпионы мира бразильцы прошли в четвертьфинал с большим трудом, не без помощи судьи победив Испанию; результат этого матча вывел в плей-офф также и Чехословакию, будущего соперника бразильцев в финале. Сборная Англии не сумела обыграть аутсайдера — Болгарию, но всё же попала в четвертьфинал, опередив сборную Аргентины по соотношению забитых и пропущенных мячей.

### Плей-офф
Только в плей-офф бразильцы продемонстрировали по-настоящему чемпионскую игру. Англию в четвертьфинале они обыграли — 3:1. Гарринча выдвинулся на роль нового лидера сборной, забив два мяча и отдав голевой пас.
Сборной СССР не повезло второй раз подряд — в четвертьфинале, как и в 1958 году, она вновь попала на хозяев турнира. Чилийцы выиграли благодаря двум невероятным голам, забитым с дальней дистанции.
Сборная Югославии в третий раз подряд встретилась в четвертьфинале с ФРГ и, наконец-то, сумела их одолеть — 1:0. Чехословакия с тем же счётом победила венгров.
Полуфинальный поединок между сборными Югославии и Чехословакии, состоявшийся 13 июня в городе Винья-дель-Мар, не вызвал особого интереса у чилийских болельщиков. С трибун «Эстадио Саусалито» за матчем наблюдали менее 6 тысяч человек, установив тем самым своеобразный антирекорд.
Захватывающим получился полуфинальный матч Бразилия — Чили. Гарринча, забивший два мяча в четвертьфинале англичанам, повторил свой успех и здесь. Но перуанский арбитр Ямасаки вмешался в ход игры и назначил пенальти в ворота бразильцев. Счёт сократился до минимального 3:2. Тем не менее, вскоре бразилец Вава забил четвёртый гол — 4:2. В этой игре были удалены чилиец Ланда и лидер бразильской сборной Гарринча. После игры произошёл беспрецедентный случай: удаление Гарринчи было признано необоснованным, и ему разрешили играть в финале. Ситуация с его удалением действительно была трагикомичной: чилийский полузащитник Рохас настолько замучал Гарринчу постоянными ударами по ногам, что Гарринча решил дать сдачи: погнался за обидчиком и дал ему лёгкого пинка, за что и был удалён. Когда Гарринча уходил с поля, ему в голову попала бутылка, брошенная с трибуны.
Финальный матч Бразилия — Чехословакия прошёл в Сантьяго. Как и в финале 1958 года, бразильцы поначалу отставали в счёте: гол забил Йозеф Масопуст. Но Амарилдо быстро сравнял счёт, благодаря ошибке доселе безупречно игравшего Шройфа, а во втором тайме Зито (после новой ошибки Шройфа) и Вава забили ещё два мяча и принесли Бразилии второй подряд кубок мира. Финальный матч впервые в истории судил советский арбитр — Николай Латышев. Интересно, что чехословацкие игроки упрекали его в том, что он не дал пенальти за явно неумышленную игру рукой бразильца Нилтона Сантоса: по их мнению, в этом эпизоде судья проявил «непонимание задач социализма».

## Групповой этап

### Группа 1
| Поз | Команда   | И | В | Н | П | МЗ | МП | СМ    | РМ | О | Квалификация     |
| --- | --------- | - | - | - | - | -- | -- | ----- | -- | - | ---------------- |
| 1   | СССР      | 3 | 2 | 1 | 0 | 8  | 5  | 1,600 | +3 | 5 | Выход в плей-офф |
| 2   | Югославия | 3 | 2 | 0 | 1 | 8  | 3  | 2,667 | +5 | 4 | Выход в плей-офф |
| 3   | Уругвай   | 3 | 1 | 0 | 2 | 4  | 6  | 0,667 | −2 | 2 |                  |
| 4   | Колумбия  | 3 | 0 | 1 | 2 | 5  | 11 | 0,455 | −6 | 1 |                  |

| Уругвай                   | 2:1     | Колумбия           |
| ------------------------- | ------- | ------------------ |
| - Кубилья 56′ - Сасия 75′ | (отчёт) | Сулуага 19′ (пен.) |

| СССР                                | 2:0     | Югославия |
| ----------------------------------- | ------- | --------- |
| - Вал. Иванов 51′ - Понедельник 83′ | (отчёт) |           |

| Югославия                                      | 3:1     | Уругвай     |
| ---------------------------------------------- | ------- | ----------- |
| - Скоблар 25′ (пен.) - Галич 29′ - Еркович 49′ | (отчёт) | Кабрера 19′ |

| СССР                                                  | 4:4     | Колумбия                                         |
| ----------------------------------------------------- | ------- | ------------------------------------------------ |
| - Вал. Иванов 8′ 11′ - Численко 10′ - Понедельник 56′ | (отчёт) | - Асерос 21′ - Коль 68′ - Рада 72′ - Клингер 86′ |

| СССР                            | 2:1     | Уругвай   |
| ------------------------------- | ------- | --------- |
| - Мамыкин 38′ - Вал. Иванов 89′ | (отчёт) | Сасия 54′ |

| Югославия                                     | 5:0     | Колумбия |
| --------------------------------------------- | ------- | -------- |
| - Галич 20′ 61′ - Еркович 25′ 87′ - Мелич 82′ | (отчёт) |          |

### Группа 2
| Поз | Команда   | И | В | Н | П | МЗ | МП | СМ    | РМ | О | Квалификация     |
| --- | --------- | - | - | - | - | -- | -- | ----- | -- | - | ---------------- |
| 1   | ФРГ       | 3 | 2 | 1 | 0 | 4  | 1  | 4,000 | +3 | 5 | Выход в плей-офф |
| 2   | Чили      | 3 | 2 | 0 | 1 | 5  | 3  | 1,667 | +2 | 4 | Выход в плей-офф |
| 3   | Италия    | 3 | 1 | 1 | 1 | 3  | 2  | 1,500 | +1 | 3 |                  |
| 4   | Швейцария | 3 | 0 | 0 | 3 | 2  | 8  | 0,250 | −6 | 0 |                  |

| Чили                           | 3:1     | Швейцария |
| ------------------------------ | ------- | --------- |
| - Санчес 44′ 55′ - Рамирес 51′ | (отчёт) | Вютрих 6′ |

| ФРГ | 0:0     | Италия |
| --- | ------- | ------ |
|     | (отчёт) |        |

| Чили                     | 2:0     | Италия |
| ------------------------ | ------- | ------ |
| - Рамирес 73′ - Торо 87′ | (отчёт) |        |

| ФРГ                        | 2:1     | Швейцария   |
| -------------------------- | ------- | ----------- |
| - Брюлльс 45′ - Зеелер 59′ | (отчёт) | Шнайтер 73′ |

| ФРГ                               | 2:0     | Чили |
| --------------------------------- | ------- | ---- |
| - Шиманяк 21′ (пен.) - Зеелер 82′ | (отчёт) |      |

| Италия                          | 3:0     | Швейцария |
| ------------------------------- | ------- | --------- |
| - Мора 2′ - Бульгарелли 65′ 67′ | (отчёт) |           |

### Группа 3
| Поз | Команда      | И | В | Н | П | МЗ | МП | СМ    | РМ | О | Квалификация     |
| --- | ------------ | - | - | - | - | -- | -- | ----- | -- | - | ---------------- |
| 1   | Бразилия     | 3 | 2 | 1 | 0 | 4  | 1  | 4,000 | +3 | 5 | Выход в плей-офф |
| 2   | Чехословакия | 3 | 1 | 1 | 1 | 2  | 3  | 0,667 | −1 | 3 | Выход в плей-офф |
| 3   | Мексика      | 3 | 1 | 0 | 2 | 3  | 4  | 0,750 | −1 | 2 |                  |
| 4   | Испания      | 3 | 1 | 0 | 2 | 2  | 3  | 0,667 | −1 | 2 |                  |

| Бразилия                 | 2:0     | Мексика |
| ------------------------ | ------- | ------- |
| - Загалло 56′ - Пеле 73′ | (отчёт) |         |

| Чехословакия | 1:0     | Испания |
| ------------ | ------- | ------- |
| Штибраны 80′ | (отчёт) |         |

| Бразилия | 0:0     | Чехословакия |
| -------- | ------- | ------------ |
|          | (отчёт) |              |

| Испания   | 1:0     | Мексика |
| --------- | ------- | ------- |
| Пейро 90′ | (отчёт) |         |

| Бразилия         | 2:1     | Испания      |
| ---------------- | ------- | ------------ |
| Амарилдо 72′ 86′ | (отчёт) | Аделардо 35′ |

| Мексика                                              | 3:1     | Чехословакия |
| ---------------------------------------------------- | ------- | ------------ |
| - Диас 12′ - Дель Агила 29′ - Э. Эрнандес 90′ (пен.) | (отчёт) | Машек 1′     |

### Группа 4
| Поз | Команда   | И | В | Н | П | МЗ | МП | СМ    | РМ | О | Квалификация     |
| --- | --------- | - | - | - | - | -- | -- | ----- | -- | - | ---------------- |
| 1   | Венгрия   | 3 | 2 | 1 | 0 | 8  | 2  | 4,000 | +6 | 5 | Выход в плей-офф |
| 2   | Англия    | 3 | 1 | 1 | 1 | 4  | 3  | 1,333 | +1 | 3 | Выход в плей-офф |
| 3   | Аргентина | 3 | 1 | 1 | 1 | 2  | 3  | 0,667 | −1 | 3 |                  |
| 4   | Болгария  | 3 | 0 | 1 | 2 | 1  | 7  | 0,143 | −6 | 1 |                  |

1. 1 2  Англия вышла в плей-офф по лучшему показателю соотношения голов.

| Аргентина  | 1:0     | Болгария |
| ---------- | ------- | -------- |
| Факундо 4′ | (отчёт) |          |

| Венгрия                  | 2:1     | Англия             |
| ------------------------ | ------- | ------------------ |
| - Тихи 17′ - Альберт 71′ | (отчёт) | Флауэрс 60′ (пен.) |

| Англия                                          | 3:1     | Аргентина      |
| ----------------------------------------------- | ------- | -------------- |
| - Флауэрс 17′ (пен.) - Чарльтон 42′ - Гривз 67′ | (отчёт) | Санфилиппо 81′ |

| Венгрия                                         | 6:1     | Болгария    |
| ----------------------------------------------- | ------- | ----------- |
| - Альберт 1′ 6′ 53′ - Тихи 8′ 70′ - Шоймоши 12′ | (отчёт) | Соколов 64′ |

| Венгрия | 0:0     | Аргентина |
| ------- | ------- | --------- |
|         | (отчёт) |           |

| Англия | 0:0     | Болгария |
| ------ | ------- | -------- |
|        | (отчёт) |          |

## Плей-офф
|  | Четвертьфинал            | Четвертьфинал            |                    |   | Полуфинал         | Полуфинал         |  |  | Финал | Финал |
|  |                          |                          |                    |   |                   |                   |  |  |       |       |
|  | 10 июня — Арика          |                          |                    |   |                   |                   |  |  |       |       |
|  |                          |                          |                    |   |                   |                   |  |  |       |       |
|  | СССР                     | 1                        |                    |   |                   |                   |  |  |       |       |
|  | СССР                     | 1                        | 13 июня — Сантьяго |   |                   |                   |  |  |       |       |
|  | Чили                     | 2                        |                    |   |                   |                   |  |  |       |       |
|  | Чили                     | 2                        | Чили               | 2 |                   |                   |  |  |       |       |
|  | 10 июня — Винья-дель-Мар |                          | Чили               | 2 |                   |                   |  |  |       |       |
|  |                          | Бразилия                 | 4                  |   |                   |                   |  |  |       |       |
|  | Бразилия                 | Бразилия                 | 4                  | 3 |                   |                   |  |  |       |       |
|  | Бразилия                 |                          | 17 июня — Сантьяго | 3 |                   |                   |  |  |       |       |
|  | Англия                   | 1                        |                    |   |                   |                   |  |  |       |       |
|  | Англия                   | 1                        | Бразилия           | 3 |                   |                   |  |  |       |       |
|  | 10 июня — Сантьяго       |                          | Бразилия           | 3 |                   |                   |  |  |       |       |
|  |                          | Чехословакия             | 1                  |   |                   |                   |  |  |       |       |
|  | ФРГ                      | Чехословакия             | 1                  | 0 |                   |                   |  |  |       |       |
|  | ФРГ                      | 13 июня — Винья-дель-Мар |                    | 0 |                   |                   |  |  |       |       |
|  | Югославия                | 1                        |                    |   |                   |                   |  |  |       |       |
|  | Югославия                | 1                        | Югославия          | 1 |                   |                   |  |  |       |       |
|  | 10 июня — Ранкагуа       |                          | Югославия          | 1 |                   |                   |  |  |       |       |
|  |                          | Чехословакия             | 3                  |   | Матч за 3-е место | Матч за 3-е место |  |  |       |       |
|  | Венгрия                  | Чехословакия             | 3                  | 0 | Матч за 3-е место | Матч за 3-е место |  |  |       |       |
|  | Венгрия                  |                          | 16 июня — Сантьяго | 0 |                   |                   |  |  |       |       |
|  | Чехословакия             | 1                        |                    |   |                   |                   |  |  |       |       |
|  | Чехословакия             | 1                        | Чили               | 1 |                   |                   |  |  |       |       |
|  |                          |                          |                    |   |                   |                   |  |  |       |       |
|  | Югославия                | 0                        |                    |   |                   |                   |  |  |       |       |
|  | Югославия                | 0                        |                    |   |                   |                   |  |  |       |       |

### 1/4 финала
| Чили                     | 2:1     | СССР         |
| ------------------------ | ------- | ------------ |
| - Санчес 11′ - Рохас 29′ | (отчёт) | Численко 26′ |

| Чехословакия | 1:0     | Венгрия |
| ------------ | ------- | ------- |
| Шерер 13′    | (отчёт) |         |

| Бразилия                      | 3:1     | Англия      |
| ----------------------------- | ------- | ----------- |
| - Гарринча 31′ 59′ - Вава 53′ | (отчёт) | Хитченс 38′ |

| Югославия     | 1:0     | ФРГ |
| ------------- | ------- | --- |
| Радакович 85′ | (отчёт) |     |

### Полуфиналы
| Чехословакия                         | 3:1     | Югославия   |
| ------------------------------------ | ------- | ----------- |
| - Кадраба 48′ - Шерер 80′ 84′ (пен.) | (отчёт) | Еркович 69′ |

| Бразилия                         | 4:2     | Чили                           |
| -------------------------------- | ------- | ------------------------------ |
| - Гарринча 9′ 32′ - Вава 47′ 78′ | (отчёт) | - Торо 42′ - Санчес 61′ (пен.) |

### Матч за 3-е место
| Чили      | 1:0     | Югославия |
| --------- | ------- | --------- |
| Рохас 90′ | (отчёт) |           |

### Финал
| Бразилия                             | 3:1     | Чехословакия |
| ------------------------------------ | ------- | ------------ |
| - Амарилдо 17′ - Зито 69′ - Вава 78′ | (отчёт) | Масопуст 15′ |

## Бомбардиры
4 гола
- Вава
- Гарринча
- Валентин Иванов
- Леонель Санчес
- Флориан Альберт
- Дражан Еркович

3 гола
- Амарилдо
- Адольф Шерер
- Лайош Тихи
- Милан Галич

2 гола
- Рон Флауэрс
- Джакомо Бульгарелли
- Виктор Понедельник
- Игорь Численко
- Хосе Сасия
- Уве Зеелер
- Хайме Рамирес
- Эладио Рохас
- Хорхе Торо

1 гол
- Эктор Факундо
- Хосе Санфилиппо
- Пеле
- Марио Загалло
- Зито
- Георги Соколов
- Херман Асерос
- Маркос Коль
- Марино Клингер
- Антонио Рада
- Сулуага
- Йозеф Кадраба
- Вацлав Машек
- Йозеф Масопуст
- Йозеф Штибраны
- Бобби Чарльтон
- Джимми Гривз
- Джерри Хитченс
- Эрнё Шоймоши
- Бруно Мора
- Альфредо дель Агила
- Исидоро Диас
- Эктор Эрнандес
- Алексей Мамыкин
- Аделардо
- Хоакин Пейро
- Хайнц Шнайтер
- Рольф Вютрих
- Анхель Кабрера
- Луис Кубилья
- Альберт Брюлльс
- Хорст Шиманяк
- Воислав Мелич
- Петар Радакович
- Йосип Скоблар

## Символическая сборная мира
- Вильям Шройф
- Джалма Сантос
- Чезаре Мальдини
- Валерий Воронин
- Карл-Хайнц Шнеллингер
- Марио Загалло
- Зито
- Йозеф Масопуст
- Вава
- Гарринча
- Леонель Санчес